# Актинія кінська

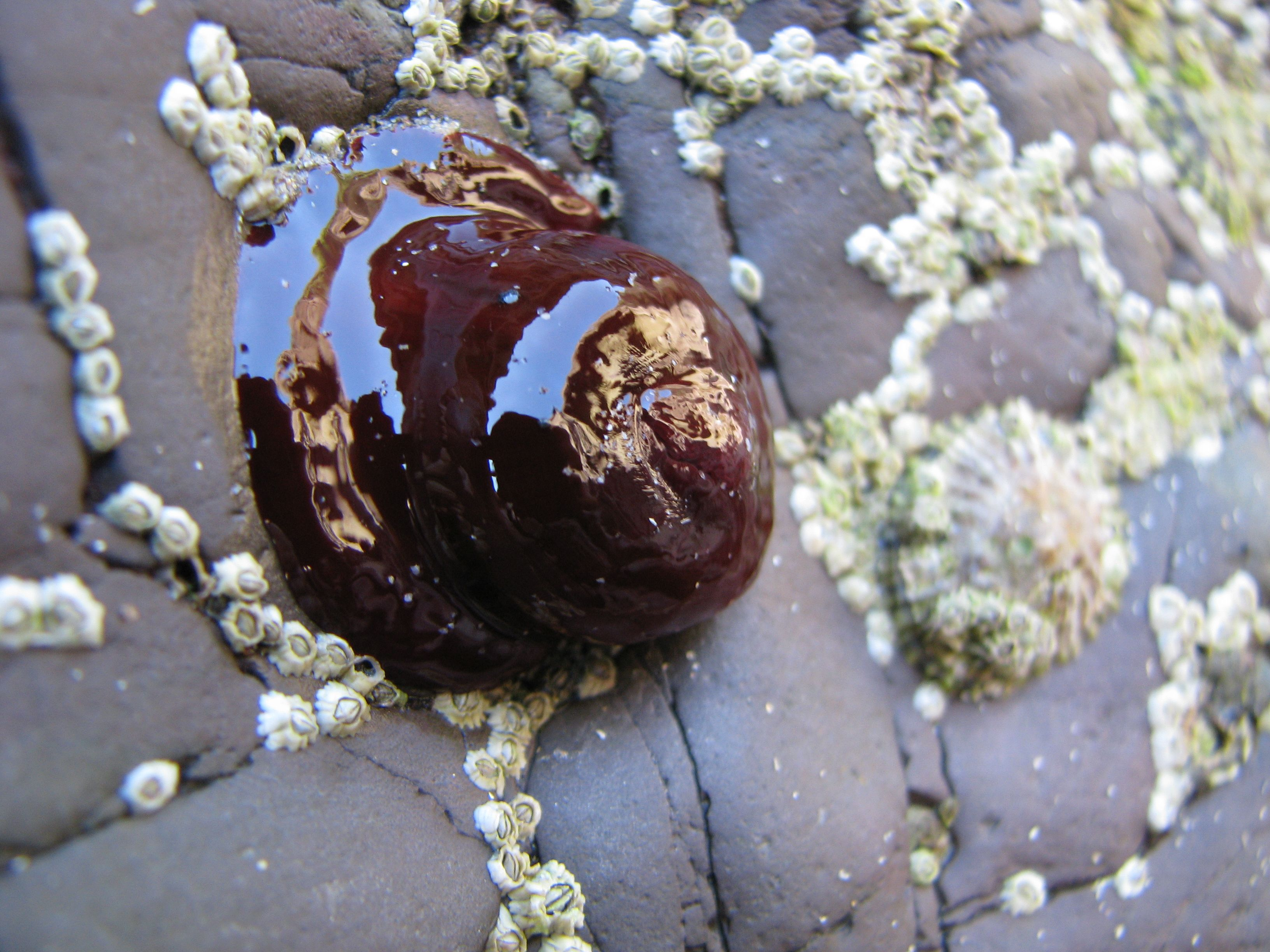
Актинія кінська Actinia equina з втягнутими щупальцями під час відливу

Актинія кінська (Actinia equina) — представник кнідарій, доволі поширений у морях помірного та субтропічного поясу Європи. В територіальних водах України водиться в Чорному морі.

## Загальна характеристика
Актинія кінська червоного кольору, висотою до 6 см, має 192 гострих щупальця довжиною до 2 см. Щупальця розташовані по краю ротового диска, утворюючи навколо нього 6 кіл. Актинії бувають двох форм, які відрізняються розміром, місцем проживання та способом розмноження.
- Перша форма досягає діаметра від 6 до 7 см. Вона живе в нижній зоні припливів і відпливів, відкладає яйця (ovipar).
- Друга форма досягає діаметра від 2,5 до 3 см, живе у верхній зоні припливів і відпливів і належить до живородних (vivipar). У них яйцеклітини розвиваються до стадії планули ще в гастральній порожнині.

Під час відпливу актинії захищаються від висихання, втягуючи свої щупальця і виділяючи слиз.

### Живлення
Дрібні особини живляться планктоном, великі — креветками та дрібною рибою. Полює на здобич своїми щупальцями, які вкриті жалкими клітинами, здатними паралізувати дрібні організми. На кожному щупальці є чутливе волокно, що дає змогу виявляти здобич, яка його зачепить. Паралізовану жертву кінська актинія щупальцями підносить до рота. Ротовий отвір актинії відкривається всередину. Коли жертва потрапляє в ротовий отвір, він замикається, і в шлунку актинії починають виділятися травні соки.

## Поширення
Актинія кінська поширена в північно-східній Атлантиці та в Середземному морі на кам'янистому узбережжі в зоні припливів і відпливів. Це досить частий вид в літоральній зоні узбережжя Середземного моря, Атлантики та Північного моря. Водиться в прибережних районах Чорного моря.

## Розмноження
Метагенез відсутній.
Розмножується брунькуванням та яйцями. При статевому розмноженні самець випускає сперму у воду, а самка всмоктує її через ротовий отвір. Сперма потрапляє всередину тіла і запліднює яєчка. Із запліднених яєчок в тілі самки вилуплюються личинки - планули, які деякий час живуть у шлунку матер. Далі самка випускає їх в море, де вони плавають, а згодом осідають на дно.

## Отрута
Жалкі клітини актиній вражають шкіру людини та викликають в місці контакту свербіж і печіння.